# La Puebla de Almoradiel
La Puebla de Almoradiel este un oraș din Spania, situat în provincia Toledo din comunitatea autonomă Castilia-La Mancha. Are o populație de 5.570 de locuitori.